# Statistiques et records de la Copa Libertadores
 (décembre 2017).
- Si vous ne connaissez pas le sujet, laissez ce bandeau (vous pouvez alors contacter les auteurs).
- Si vous supprimez le contenu mis en cause (vous pouvez préalablement contacter les auteurs),

argumentez précisément cette suppression dans la page de discussion
(un manque de référence n'est pas un argument ; une recherche réelle de référence doit avoir été effectuée, être formellement documentée).
 (décembre 2017).
Si vous disposez d'ouvrages ou d'articles de référence ou si vous connaissez des sites web de qualité traitant du thème abordé ici, merci de compléter l'article en donnant les références utiles à sa vérifiabilité et en les liant à la section « Notes et références ».
Cet article présente les statistiques et records de la Copa Libertadores.

## Matchs

### Plus large victoire
| Date          | Équipe domicile | Résultat | Équipe visiteuse        |
| ------------- | --------------- | -------- | ----------------------- |
| 1970          | Peñarol         | 11-2     | Valencia                |
| 1970          | River Plate     | 9-0      | Universitario de La Paz |
| 1971          | Peñarol         | 9-0      | The Strongest           |
| 1962          | Santos          | 9-1      | Cerro Porteño           |
| 1963          | Peñarol         | 9-1      | Everest                 |
| 1985          | Blooming        | 8-0      | Deportivo Italia        |
| 11 mai 2012   | Santos FC       | 8:0      | Bolívar La Paz          |
| 22 sept. 2017 | River Plate     | 8:0      | Club Jorge Wilstermann  |

### Avec le plus de buts
| Date          | Équipe domicile        | Résultat | Équipe visiteuse       |
| ------------- | ---------------------- | -------- | ---------------------- |
| 16 avr. 2015  | Club Juan Aurich       | 4:5      | Tigres UANL            |
| 10 avr. 2014  | Unión Española         | 4:5      | Independiente          |
| 7 mars 2017   | Club Jorge Wilstermann | 6:2      | CA Peñarol             |
| 21 avr. 2016  | Boca Juniors           | 6:2      | Deportivo Cali         |
| 11 mai 2012   | Santos FC              | 8:0      | Bolívar La Paz         |
| 9 mars 2012   | CD Godoy Cruz          | 4:4      | Atlético Nacional      |
| 22 sept. 2017 | River Plate            | 8:0      | Club Jorge Wilstermann |
| 18 mars 2015  | The Strongest La Paz   | 5:3      | U. de Chile            |
| 19 avr. 2013  | Club Libertad Asunción | 3:5      | CA Tigre               |
| 26 févr. 2009 | Deportivo Guadalajara  | 6:2      | CD Everton             |

- Plus de buts dans un match nul : Bolívar 5-5 Atlético Paranaense, en 2002.
- Éliminatoire avec plus de buts : Peñarol - Everest 5-0 / 9-1. Résultat global : 14-1 en 1963.
- Éliminatoire à égalité avec plus de buts : National - Santos 4-4 / 2-2. Résultat global : 6-6 en 2003.

### Plus de spectateurs
| Date          | Équipe domicile | Résultat | Équipe visiteuse | Stade                                 | Spectateurs |
| ------------- | --------------- | -------- | ---------------- | ------------------------------------- | ----------- |
| 28 mai 2008   | CF América      | 1:1      | LDU Quito        | Estadio Azteca                        | 100.000     |
| 3 juil. 2008  | Fluminense      | 5:7 tab  | LDU Quito        | Estádio Jornalista Mário Filho        | 90.000      |
| 5 juin 2008   | Fluminense      | 3:1      | Boca Juniors     | Estádio Jornalista Mário Filho        | 80.000      |
| 29 avr. 2010  | Flamengo        | 1:0      | Corinthians      | Estádio Jornalista Mário Filho        | 72.422      |
| 8 mai 2008    | Cruzeiro        | 1:2      | Boca Juniors     | Estádio Governador Magalhães Pinto    | 70.000      |
| 6 août 2015   | River Plate     | 3:0      | Tigres UANL      | Estadio Monumental Antonio V. Liberti | 69.000      |
| 22 mai 2008   | Fluminense      | 3:1      | FC São Paulo     | Estádio Jornalista Mário Filho        | 68.191      |
| 7 mai 2015    | FC São Paulo    | 1:0      | Cruzeiro         | Estádio Cícero Pompeu de Toledo       | 66.369      |
| 28 juil. 2010 | Guadalajara     | 1:1      | U. de Chile      | Estadio Azteca                        | 65.000      |

## Personnalités

### Meilleur joueur
| Édition | Joueur               | Club              |
| ------- | -------------------- | ----------------- |
| 2007    | Juan Román Riquelme  | Boca Juniors      |
| 2008    | Joffre Guerrón       | Liga de Quito     |
| 2009    | Juan Sebastián Verón | Estudiantes       |
| 2010    | Giuliano             | Internacional     |
| 2011    | Neymar               | Santos            |
| 2012    | Emerson Sheik        | Corinthians       |
| 2013    | Ronaldinho           | Atlético Mineiro  |
| 2014    | Nicolás Olivera      | Defensor Sporting |
| 2015    | Joffre Guerrón       | Tigres            |
| 2016    | Alejandro Guerra     | Atlético Nacional |
| 2017    | Luan                 | Grêmio            |

### Meilleurs buteurs par édition
| Meilleurs buteurs par édition | Meilleurs buteurs par édition | Meilleurs buteurs par édition | Meilleurs buteurs par édition |
| Année                         | Joueur                        | Club                          | Buts                          |
| ----------------------------- | ----------------------------- | ----------------------------- | ----------------------------- |
| 1960                          | Alberto Spencer               | Peñarol                       | 7                             |
| 1961                          | Osvaldo Panzutto              | Independiente Santa Fe        | 4                             |
| 1962                          | Coutinho                      | Santos                        | 6                             |
| 1962                          | Enrique Raymondi              | Emelec                        | 6                             |
| 1962                          | Alberto Spencer               | Peñarol                       | 6                             |
| 1963                          | José Sanfilippo               | Boca Juniors                  | 7                             |
| 1964                          | Mario Rodríguez               | Independiente                 | 6                             |
| 1965                          | Pelé                          | Santos                        | 8                             |
| 1966                          | Daniel Onega                  | River Plate                   | 17                            |
| 1967                          | Norberto Raffo                | Racing Club                   | 14                            |
| 1968                          | Tupãozinho                    | Palmeiras                     | 11                            |
| 1969                          | Alberto Ferrero               | Santiago Wanderers            | 8                             |
| 1970                          | Francisco Bertocchi           | LDU Quito                     | 9                             |
| 1970                          | Oscar Más                     | River Plate                   | 9                             |
| 1971                          | Luis Artime                   | Nacional                      | 10                            |
| 1971                          | Raúl Castronovo               | Peñarol                       | 10                            |
| 1972                          | Toninho Guerreiro             | São Paulo                     | 6                             |
| 1972                          | Teófilo Cubillas              | Alianza Lima                  | 6                             |
| 1972                          | Oswaldo Ramírez               | Universitario                 | 6                             |
| 1972                          | Percy Rojas                   | Alianza Lima                  | 6                             |
| 1973                          | Carlos Caszely                | Colo-Colo                     | 9                             |
| 1974                          | Terto                         | São Paulo                     | 7                             |
| 1974                          | Pedro Rocha                   | São Paulo                     | 7                             |
| 1974                          | Fernando Morena               | Peñarol                       | 7                             |
| 1975                          | Fernando Morena               | Peñarol                       | 8                             |
| 1975                          | Oswaldo Ramírez               | Universitario                 | 8                             |
| 1976                          | Palhinha                      | Cruzeiro                      | 13                            |
| 1977                          | Néstor Scotta                 | Deportivo Cali                | 5                             |
| 1978                          | Guillermo La Rosa             | Alianza Lima                  | 8                             |
| 1978                          | Néstor Scotta                 | Deportivo Cali                | 8                             |
| 1979                          | Miltão                        | Guarani                       | 6                             |
| 1979                          | Juan José Oré                 | Universitario                 | 6                             |
| 1980                          | Waldemar Victorino            | Nacional                      | 6                             |
| 1981                          | Zico                          | Flamengo                      | 11                            |
| 1982                          | Fernando Morena               | Peñarol                       | 7                             |
| 1983                          | Arsenio Luzardo               | Nacional                      | 8                             |
| 1984                          | Tita                          | Flamengo                      | 8                             |
| 1985                          | Juan Carlos Sánchez           | Blooming                      | 11                            |
| 1986                          | Juan Carlos de Lima           | Deportivo Quito               | 9                             |
| 1987                          | Ricardo Gareca                | América de Cali               | 7                             |
| 1988                          | Arnoldo Iguaran               | Millonarios                   | 5                             |
| 1989                          | Carlos Aguilera               | Peñarol                       | 10                            |
| 1989                          | Raúl Amarilla                 | Olimpia                       | 10                            |
| 1990                          | Adriano Samaniego             | Olimpia                       | 7                             |
| 1991                          | Roberto Gaúcho                | Flamengo                      | 8                             |
| 1992                          | Palhinha                      | São Paulo                     | 7                             |
| 1993                          | Juan Carlos Almada            | Universidad Católica          | 9                             |
| 1994                          | Stalin Rivas                  | Minervén                      | 7                             |
| 1995                          | Jardel                        | Grêmio                        | 12                            |
| 1996                          | Antony de Ávila               | América de Cali               | 11                            |
| 1997                          | Alberto Acosta                | Universidad Católica          | 11                            |
| 1998                          | Sergio João                   | Bolívar                       | 10                            |
| 1999                          | Gauchinho                     | Cerro Porteño                 | 6                             |
| 1999                          | Fernando Baiano               | Corinthians                   | 6                             |
| 1999                          | Víctor Bonilla                | Deportivo Cali                | 6                             |
| 1999                          | Ruberth Morán                 | Estudiantes de Mérida         | 6                             |
| 1999                          | Ruben Sosa                    | Nacional                      | 6                             |
| 2000                          | Luizão                        | Corinthians                   | 15                            |
| 2001                          | Lopes                         | Palmeiras                     | 9                             |
| 2002                          | Rodrigo Mendes                | Grêmio                        | 10                            |
| 2003                          | Marcelo Delgado               | Boca Juniors                  | 9                             |
| 2003                          | Ricardo Oliveira              | Santos                        | 9                             |
| 2004                          | Luís Fabiano                  | São Paulo                     | 8                             |
| 2005                          | Santiago Salcedo              | Cerro Porteño                 | 9                             |
| 2006                          | Aloísio                       | São Paulo                     | 5                             |
| 2006                          | Fernandão                     | Internacional                 | 5                             |
| 2006                          | Marcinho                      | Palmeiras                     | 5                             |
| 2006                          | Nilmar                        | Corinthians                   | 5                             |
| 2006                          | Washington                    | Palmeiras                     | 5                             |
| 2006                          | Félix Borja                   | El Nacional                   | 5                             |
| 2006                          | José Luis Calderón            | Estudiantes                   | 5                             |
| 2006                          | Agustín Delgado               | LDU Quito                     | 5                             |
| 2006                          | Sebastián Ereros              | Vélez Sársfield               | 5                             |
| 2006                          | Ernesto Farías                | River Plate                   | 5                             |
| 2006                          | Daniel Montenegro             | River Plate                   | 5                             |
| 2006                          | Mariano Pavone                | Estudiantes                   | 5                             |
| 2006                          | Jorge Quinteros               | Universidad Católica          | 5                             |
| 2006                          | Patricio Urrutia              | LDU Quito                     | 5                             |
| 2007                          | Salvador Cabañas              | América                       | 10                            |
| 2008                          | Salvador Cabañas              | América                       | 8                             |
| 2008                          | Marcelo Martins               | Cruzeiro                      | 8                             |
| 2009                          | Mauro Boselli                 | Estudiantes                   | 8                             |
| 2010                          | Thiago Ribeiro                | Cruzeiro                      | 8                             |
| 2011                          | Roberto Nanni                 | Cerro Porteño                 | 7                             |
| 2011                          | Wallyson                      | Cruzeiro                      | 7                             |
| 2012                          | Neymar                        | Santos                        | 8                             |
| 2012                          | Matías Alustiza               | Deportivo Quito               | 8                             |
| 2013                          | Jô                            | Atlético Mineiro              | 7                             |
| 2014                          | Julio dos Santos              | Cerro Porteño                 | 5                             |
| 2014                          | Nicolás Olivera               | Defensor Sporting             | 5                             |
| 2015                          | Gustavo Bou                   | Racing Club                   | 8                             |
| 2016                          | Jonathan Calleri              | São Paulo                     | 9                             |
| 2017                          | José Sand                     | Lanús                         | 9                             |